# 高古庄镇
高古庄镇，是中华人民共和国河北省衡水市深州市下辖的一个乡镇级行政单位。河北省深州监狱位于其辖区内的高古庄村，但具有一定的独立性，是一个类似乡级单位。
2013年，河北省民政厅批复同意撤销太古庄乡，设立高古庄镇，镇人民政府驻高古庄村保衡大街58号。

## 行政区划
高古庄镇下辖以下地区：
太古庄村、高古庄村、刘家沙洼村、谢家沙洼村、马家庄村、道口村、秦家庄村、崔家村、支李庄村、北马庄村、赵王庄村、前孙家村、东马庄村、西马庄村、郭庄村、凤凰池村、北梨园村、南梨园村、南辛庄村、程家村、张骞寺村、刘庄村、卢家庄村、高赵圈村和东郑庄村。